# Виллекин фон Ниндорф
Виллекин фон Ниндорф (нем. Wilhelm von Nindorf; умер 26 марта 1287) — магистр Ливонского ордена с 1282 года по 1287 год.

## Биография
В 1281 году занимал должность комтура Феллина. В 1282 году Виллекин фон Ниндорф в Феллине был избран новым ландмейстером Тевтонского Ордена в Ливонии. Занимал свою должность пять лет.
Стремился покорить земгалов, которые вместе с литовцами совершали набеги вглубь ливонских владений. Чтобы прекратить эти набеги, ливонский магистр решил построить новый орденский замок у земгальской крепости Терветена.
Летом ливонские рыцари собрали строительные материалы в Митаве, откуда зимой переправили их к Терветену и в его окрестностях построили замок Гейлигенберг. Ливонский магистр оставил в новом замке большой гарнизон. Вскоре земгалы напали на новый замок, но были отражены крестоносцами. Затем земгалы запланировали совершить поход на Ригу. Об этом узнал гейлигенбергский командор, который сообщил в Ригу. Горожане вооружились, но противник не появился. Ночью на великий пост в 1287 году земгалы совершили внезапный набег на Ригу, где сожгли орденскую конюшню и перебили там людей, а затем быстро ушли. В это же время другой отряд земгалов осадил орденский замок Икскуль и выжгли его посады. Ливонский магистр Виллекин фон Ниндорф с отрядом рыцарей выступил на помощь осажденному Икскулю, но не застал неприятеля и стал преследовать отступающих земгалов. Ливонский магистр дошел до местечка Грозе, где 26 марта 1287 года его небольшой отряд попал в засаду, был полностью окружен и уничтожен. В бою погиб сам ливонский магистр Виллекин фон Ниндорф.